# Vênus de Savignano
A Vênus de Savignano é uma estatueta italiana de esteatita datada no Paleolítico Superior.

## Descoberta e contexto arqueológico
A vênus de Savignano foi descoberta em 1925 durante os trabalhos de construção de um edifício na vila de Savignano sul Panaro, na província de Módena (Itália). Casualmente caiu em mãos do escultor Giuseppe Craziossi, pai o reputado especialista em arte paleolítico, Paolo Graziosi, quem se deu conta, imediatamente, do seu enorme interesse, e a comprou para doá-la ao Museu Pigorini.
A figura encontrava-se a um metro de profundeza, em depósitos aluviais carentes de contexto arqueológico. Por esta razão, a sua datação foi objeto de duras controvérsias: alguns a situam no Neolítico, mas a maioria inclina-se por incluí-la no Paleolítico Superior, tomando como base as comparações estilísticas com outras vênus conhecidas. Em concreto com as de Balzi Rossi. Em efeito, esta escultura apresenta importantes similaridades com as vênus de silhueta losángica gravettenses, cujas indústrias foram descobertas nas cercanias.

## Descrição
É uma das esculturas maiores dentro do conjunto de vênus paleolíticas: mede 225 milímetros de altura, 50 milímetros de largura e 65 milímetros de espessura; chegando a pesar mais de meio quilograma.
A superfície esta brunida, mas conserva restos do talhe. A parte superior não tem forma de cabeça, senão que poderia descrever-se como o capirote de um penitente de Semana Santa. Em lugar de face tem uma aresta vertical, como se a cabeça fosse um prisma piramidal cuja base são os seios da mulher. Os braços são rascunhos e recordam as de outras vênus, já que, embora não se veja claramente, parecem repousar sobre os seios, muito volumosos e arredondados. O abdômen é estreito, visto de frente, mas muito proeminente visto de perfil. Está muito erguida, com pregas adiposas nos rins e com nádegas avultadas. Carece de pés, já que a parte inferior é muito afiada e pontiaguda, como se fosse simétrica da parte superior. Há pequenas marcas no vértice inferior que permitem supor que foi cravada no chão para sustê-la em vertical.

## Exposição
A vênus de savignano faz parte do Museu Pigorini em Roma.